# Ariana DeBose

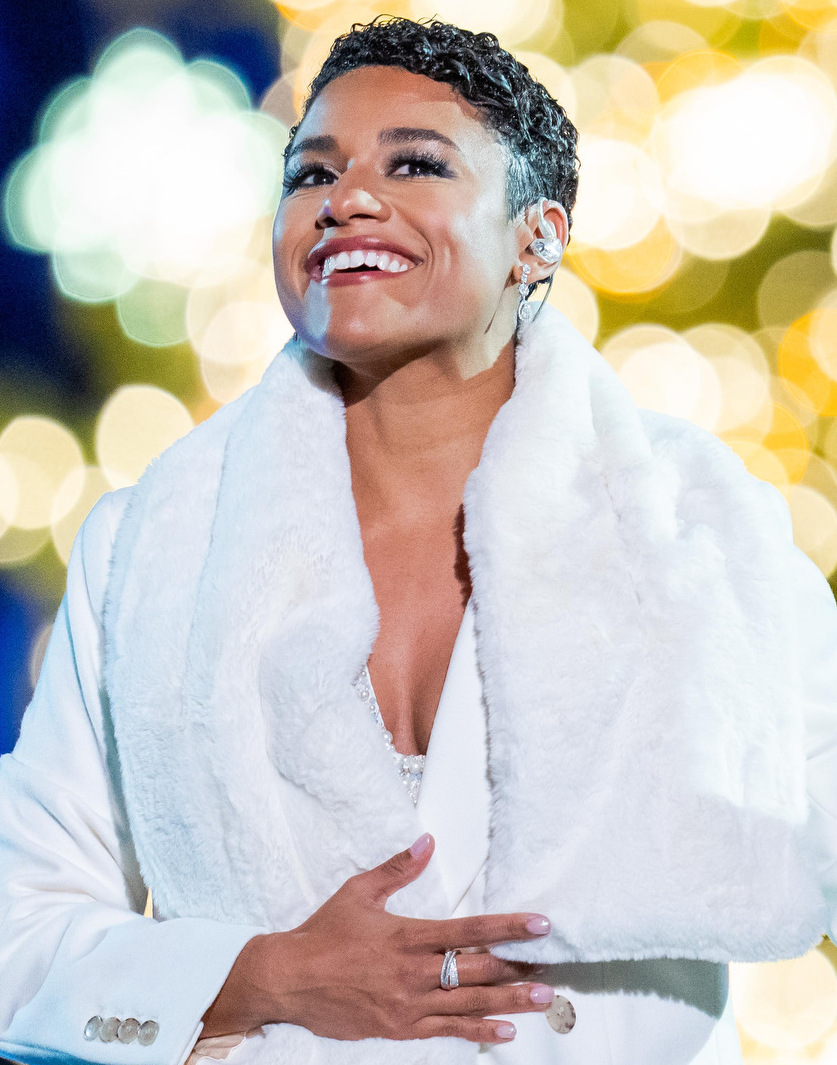
Ariana DeBose (2022)

Ariana DeBose (* 25. Januar 1991 in North Carolina) ist eine US-amerikanische Filmschauspielerin und Musicaldarstellerin.

## Leben
Ariana DeBose wurde tänzerisch ausgebildet und war ab 2009 erstmals in der Tanzshow So You Think You Can Dance im Fernsehen zu sehen. Es folgten erste Musical-Auftritte bei Hairspray, und 2012 folgte ihr Broadway-Debüt mit dem Musical Bring It On. Ab 2013 spielte sie Diana Ross in Motown: the Musical, danach wirkte sie in Pippin, Hamilton und A Bronx Tale mit. 2017 und 2018 spielte sie als Disco Donna im Donna-Summer-Musical mit, hierzu wurde sie 2018 für einen Tony Award als beste Nebendarstellerin in einem Musical nominiert.
2020 spielte sie in dem Film The Prom als Alyssa Greene mit. In Steven Spielbergs Neuverfilmung von West Side Story übernahm sie 2021 die Rolle der Anita. Ihre Darstellung brachte ihr u. a. einen Oscar, Golden Globe Award und British Academy Film Award ein.
Im Jahr 2022 wurde DeBose in die Academy of Motion Picture Arts and Sciences (AMPAS) berufen, die alljährlich die Oscars vergibt.

## Auszeichnungen
Für ihre Leistung als Anita in dem Musicalfilm West Side Story (2021) gewann sie jeweils den Oscar und Golden Globe Award für die beste Nebenrolle.

## Filmografie (Auswahl)
- 2018: Seaside
- 2020: Hamilton
- 2020: The Prom
- 2021: West Side Story
- 2021–2023: Schmigadoon! (Fernsehserie, 9 Episoden)
- 2022: Westworld (Fernsehserie, 5 Episoden)
- 2023: I.S.S.
- 2023: Wish (Stimme von Asha)
- 2024: Argylle
- 2024: House of Spoils
- 2024: Kraven the Hunter
- 2025: Love Hurts – Liebe tut weh (Love Hurts)
- 2025: Tow

## Auszeichnungen (Auswahl)
- 2022: Golden Globe Award für West Side Story (Beste Nebendarstellerin)
- 2022: Oscar für West Side Story (Beste Nebendarstellerin)
- 2022: Nominiert für den Rising Star Award
- 2022: BAFTA für West Side Story (Beste Nebendarstellerin)
- 2022: SAG Award für West Side Story (Beste Nebendarstellerin)
- 2025: Nominiert Goldene Himbeere für Argylle und Kraven the Hunter (schlechteste Nebendarstellerin)